# Попово-Старе
Попово-Старе (пол. Popowo Stare) — село в Польщі, у гміні Пшемент Вольштинського повіту Великопольського воєводства.
Населення — 393 особи (2011).
У 1975-1998 роках село належало до Лешненського воєводства.

## Демографія
Демографічна структура станом на 31 березня 2011 року:
|          | Загалом | Допрацездатний вік | Працездатний вік | Постпрацездатний вік |
| -------- | ------- | ------------------ | ---------------- | -------------------- |
| Чоловіки | 208     | 63                 | 128              | 17                   |
| Жінки    | 185     | 40                 | 113              | 32                   |
| Разом    | 393     | 103                | 241              | 49                   |